# Guasimos
Guasimos is een gemeente in de Venezolaanse staat Táchira. De gemeente telt 50.900 inwoners. De hoofdplaats is Palmira.